# Eleições legislativas de 2015 em Guimarães

## Resultados Oficiais
| Partido                 | Partido                         | Votos   | %               | +/-   |
| ----------------------- | ------------------------------- | ------- | --------------- | ----- |
|                         | Portugal à Frente               | 36 009  | 39,46 / 100,00  | 3,56  |
|                         | Partido Socialista              | 30 477  | 33,40 / 100,00  | 5,09  |
|                         | Bloco de Esquerda               | 9 530   | 10,44 / 100,00  | 5,95  |
|                         | Coligação Democrática Unitária  | 6 456   | 7,08 / 100,00   | 0,43  |
|                         | PCTP/MRPP                       | 1 466   | 1,61 / 100,00   | 0,40  |
|                         | Partido Democrático Republicano | 1 418   | 1,55 / 100,00   | Novo  |
|                         | Outros                          | 2 947   | 3,23 / 100,00   |       |
| Votos Inválidos         | Votos Inválidos                 | 2 942   | 3,23 / 100,00   | 0,13  |
| Total                   | Total                           | 91 245  | 100,00 / 100,00 |       |
| Eleitorado/Participação | Eleitorado/Participação         | 144 558 | 63,12 / 100,00  | 2,04  |
| Fonte                   | Fonte                           | [ 1 ]   | [ 1 ]           | [ 1 ] |

## Resultados por Freguesia
Os resultados seguintes referem-se aos partidos que obtiveram mais de 1,00% dos votos:
| Freguesia                                         | %     | %     | %     | %     | %    | %    | Votantes |
| Freguesia                                         | PÀF   | PS    | BE    | CDU   | PCTP | PDR  | Votantes |
| ------------------------------------------------- | ----- | ----- | ----- | ----- | ---- | ---- | -------- |
| Abação e Gémeos                                   | 50,67 | 25,24 | 8,39  | 4,80  | 2,05 | 2,31 | 1 561    |
| Airão Santa Maria, Airão São João e Vermil        | 51,32 | 28,63 | 6,52  | 4,39  | 0,75 | 1,21 | 2 393    |
| Aldão                                             | 41,19 | 28,90 | 12,80 | 5,20  | 1,27 | 0,76 | 789      |
| Arosa e Castelões                                 | 41,21 | 34,42 | 7,54  | 5,03  | 2,01 | 2,76 | 398      |
| Atães e Rendufe                                   | 40,29 | 31,96 | 11,93 | 4,05  | 1,76 | 2,45 | 1 308    |
| Azurém                                            | 38,13 | 32,99 | 10,89 | 7,95  | 1,63 | 1,67 | 4 792    |
| Barco                                             | 55,15 | 23,77 | 7,72  | 3,43  | 0,98 | 1,72 | 816      |
| Briteiros Santo Estêvão e Donim                   | 50,83 | 30,31 | 5,94  | 4,02  | 1,40 | 1,75 | 1 145    |
| Briteiros São Salvador e Briteiros Santa Leocádia | 45,87 | 28,68 | 9,15  | 6,81  | 1,79 | 1,00 | 896      |
| Brito                                             | 38,31 | 34,16 | 10,02 | 9,05  | 1,59 | 1,26 | 2 775    |
| Caldelas                                          | 41,50 | 33,26 | 9,93  | 6,60  | 1,07 | 1,30 | 3 545    |
| Candoso (São Martinho)                            | 30,37 | 37,30 | 11,09 | 12,12 | 1,96 | 1,27 | 866      |
| Candoso São Tiago e Mascotelos                    | 38,83 | 31,72 | 12,20 | 7,07  | 2,32 | 1,43 | 2 024    |
| Conde e Gandarela                                 | 24,77 | 37,52 | 12,68 | 14,60 | 3,24 | 1,59 | 1 514    |
| Costa                                             | 46,97 | 27,42 | 10,76 | 5,04  | 0,71 | 1,65 | 2 659    |
| Creixomil                                         | 40,66 | 30,83 | 10,83 | 8,26  | 1,22 | 1,38 | 5 566    |
| Fermentões                                        | 35,00 | 36,18 | 13,41 | 6,80  | 1,60 | 1,44 | 3 057    |
| Gonça                                             | 42,56 | 36,24 | 7,52  | 4,62  | 1,03 | 1,71 | 585      |
| Gondar                                            | 26,72 | 37,43 | 10,90 | 15,88 | 2,58 | 1,58 | 1 587    |
| Guardizela                                        | 35,00 | 38,82 | 12,28 | 5,81  | 1,47 | 1,18 | 1 360    |
| Infantas                                          | 40,55 | 29,88 | 12,40 | 2,24  | 2,74 | 2,24 | 984      |
| Leitões, Oleiros e Figueiredo                     | 58,20 | 23,20 | 6,06  | 3,76  | 1,04 | 1,15 | 957      |
| Longos                                            | 49,87 | 30,53 | 6,53  | 5,60  | 0,67 | 2,00 | 750      |
| Lordelo                                           | 37,32 | 36,24 | 11,55 | 5,74  | 1,87 | 1,62 | 2 406    |
| Mesão Frio                                        | 43,94 | 29,20 | 11,22 | 5,55  | 1,45 | 1,68 | 2 558    |
| Moreira de Cónegos                                | 27,71 | 42,42 | 11,54 | 10,54 | 2,02 | 1,18 | 2 876    |
| Nespereira                                        | 32,63 | 39,72 | 11,05 | 5,68  | 2,04 | 1,66 | 1 566    |
| Oliveira, São Paio e São Sebastião                | 42,95 | 31,10 | 9,84  | 7,08  | 1,67 | 1,36 | 4 917    |
| Pencelo                                           | 34,51 | 35,64 | 13,15 | 8,20  | 1,98 | 1,56 | 707      |
| Pinheiro                                          | 36,03 | 34,89 | 12,62 | 5,82  | 2,55 | 0,99 | 705      |
| Polvoreira                                        | 31,36 | 38,78 | 12,86 | 6,26  | 1,97 | 1,73 | 2 076    |
| Ponte                                             | 34,21 | 37,30 | 11,25 | 7,82  | 1,49 | 1,55 | 3 493    |
| Prazins (Santa Eufémia)                           | 43,71 | 34,79 | 7,50  | 5,09  | 1,41 | 1,70 | 707      |
| Prazins Santo Tirso e Corvite                     | 47,33 | 27,77 | 8,50  | 5,53  | 1,28 | 3,06 | 1 012    |
| Ronfe                                             | 39,85 | 34,51 | 10,22 | 5,60  | 1,20 | 1,45 | 2 750    |
| Sande (São Martinho)                              | 48,73 | 32,58 | 6,12  | 4,26  | 1,24 | 1,44 | 1 455    |
| Sande São Lourenço e Balazar                      | 51,37 | 29,11 | 7,65  | 3,88  | 0,80 | 1,48 | 876      |
| Sande Vila Nova e Sande São Clemente              | 43,88 | 32,28 | 9,53  | 4,99  | 1,63 | 1,83 | 2 026    |
| São Torcato                                       | 37,58 | 36,58 | 9,55  | 6,30  | 1,95 | 1,75 | 2 001    |
| Selho (São Cristóvão)                             | 29,28 | 35,51 | 13,32 | 11,64 | 2,93 | 1,54 | 1 366    |
| Selho (São Jorge)                                 | 33,24 | 31,92 | 12,10 | 12,50 | 1,69 | 1,97 | 3 496    |
| Selho São Lourenço e Gominhães                    | 34,95 | 34,95 | 11,55 | 5,74  | 1,56 | 2,46 | 1 342    |
| Serzedelo                                         | 28,11 | 36,16 | 11,68 | 13,84 | 2,02 | 1,13 | 2 124    |
| Serzedo e Calvos                                  | 44,09 | 33,23 | 8,87  | 3,43  | 1,28 | 1,68 | 1 252    |
| Silvares                                          | 39,43 | 34,97 | 9,66  | 6,36  | 1,83 | 2,05 | 1 367    |
| Souto Santa Maria, Souto São Salvador e Gondomar  | 45,89 | 37,68 | 5,53  | 2,07  | 1,90 | 0,86 | 1 157    |
| Tabuadelo e São Faustino                          | 44,35 | 31,40 | 9,96  | 4,66  | 1,85 | 1,15 | 1 567    |
| Urgezes                                           | 40,76 | 35,27 | 10,17 | 4,72  | 0,96 | 1,35 | 3 116    |
| Guimarães                                         | 39,46 | 33,40 | 10,44 | 7,08  | 1,61 | 1,55 | 91 245   |

#### Abação e Gémeos
| Partido                 | Partido                         | Votos | %               |
| ----------------------- | ------------------------------- | ----- | --------------- |
|                         | Portugal à Frente               | 791   | 50,67 / 100,00  |
|                         | Partido Socialista              | 394   | 25,24 / 100,00  |
|                         | Bloco de Esquerda               | 131   | 8,39 / 100,00   |
|                         | Coligação Democrática Unitária  | 75    | 4,80 / 100,00   |
|                         | Partido Democrático Republicano | 36    | 2,31 / 100,00   |
|                         | PCTP/MRPP                       | 32    | 2,05 / 100,00   |
|                         | Outros                          | 72    | 4,61 / 100,00   |
| Votos Inválidos         | Votos Inválidos                 | 30    | 1,92 / 100,00   |
| Total                   | Total                           | 1 561 | 100,00 / 100,00 |
| Eleitorado/Participação | Eleitorado/Participação         | 2 349 | 66,45 / 100,00  |

#### Airão Santa Maria, Airão São João e Vermil
| Partido                 | Partido                         | Votos | %               |
| ----------------------- | ------------------------------- | ----- | --------------- |
|                         | Portugal à Frente               | 1 228 | 51,32 / 100,00  |
|                         | Partido Socialista              | 685   | 28,63 / 100,00  |
|                         | Bloco de Esquerda               | 156   | 6,52 / 100,00   |
|                         | Coligação Democrática Unitária  | 105   | 4,39 / 100,00   |
|                         | Partido Democrático Republicano | 29    | 1,21 / 100,00   |
|                         | Outros                          | 102   | 4,27 / 100,00   |
| Votos Inválidos         | Votos Inválidos                 | 88    | 3,68 / 100,00   |
| Total                   | Total                           | 2 393 | 100,00 / 100,00 |
| Eleitorado/Participação | Eleitorado/Participação         | 3 327 | 71,93 / 100,00  |

#### Aldão
| Partido                 | Partido                        | Votos | %               | +/-  |
| ----------------------- | ------------------------------ | ----- | --------------- | ---- |
|                         | Portugal à Frente              | 325   | 41,19 / 100,00  | 2,01 |
|                         | Partido Socialista             | 228   | 28,90 / 100,00  | 7,88 |
|                         | Bloco de Esquerda              | 101   | 12,80 / 100,00  | 8,22 |
|                         | Coligação Democrática Unitária | 41    | 5,20 / 100,00   | 1,21 |
|                         | PCTP/MRPP                      | 10    | 1,27 / 100,00   | 0,17 |
|                         | Outros                         | 49    | 6,33 / 100,00   |      |
| Votos Inválidos         | Votos Inválidos                | 35    | 4,43 / 100,00   | 0,37 |
| Total                   | Total                          | 789   | 100,00 / 100,00 |      |
| Eleitorado/Participação | Eleitorado/Participação        | 1 220 | 64,67 / 100,00  | 1,53 |

#### Arosa e Castelões
| Partido                 | Partido                         | Votos | %               |
| ----------------------- | ------------------------------- | ----- | --------------- |
|                         | Portugal à Frente               | 164   | 41,21 / 100,00  |
|                         | Partido Socialista              | 137   | 34,42 / 100,00  |
|                         | Bloco de Esquerda               | 30    | 7,54 / 100,00   |
|                         | Coligação Democrática Unitária  | 20    | 5,03 / 100,00   |
|                         | Partido Democrático Republicano | 11    | 2,76 / 100,00   |
|                         | PCTP/MRPP                       | 8     | 2,01 / 100,00   |
|                         | Partido Nacional Renovador      | 5     | 1,26 / 100,00   |
|                         | Outros                          | 14    | 3,52 / 100,00   |
| Votos Inválidos         | Votos Inválidos                 | 9     | 2,26 / 100,00   |
| Total                   | Total                           | 398   | 100,00 / 100,00 |
| Eleitorado/Participação | Eleitorado/Participação         | 839   | 47,44 / 100,00  |

#### Atães e Rendufe
| Partido                 | Partido                         | Votos | %               |
| ----------------------- | ------------------------------- | ----- | --------------- |
|                         | Portugal à Frente               | 527   | 40,29 / 100,00  |
|                         | Partido Socialista              | 418   | 31,96 / 100,00  |
|                         | Bloco de Esquerda               | 156   | 11,93 / 100,00  |
|                         | Coligação Democrática Unitária  | 53    | 4,05 / 100,00   |
|                         | Partido Democrático Republicano | 32    | 2,45 / 100,00   |
|                         | PCTP/MRPP                       | 23    | 1,76 / 100,00   |
|                         | Outros                          | 59    | 4,51 / 100,00   |
| Votos Inválidos         | Votos Inválidos                 | 40    | 3,06 / 100,00   |
| Total                   | Total                           | 1 308 | 100,00 / 100,00 |
| Eleitorado/Participação | Eleitorado/Participação         | 2 308 | 56,67 / 100,00  |

#### Azurém
| Partido                 | Partido                         | Votos | %               | +/-  |
| ----------------------- | ------------------------------- | ----- | --------------- | ---- |
|                         | Portugal à Frente               | 1 827 | 38,13 / 100,00  | 8,25 |
|                         | Partido Socialista              | 1 581 | 32,99 / 100,00  | 0,09 |
|                         | Bloco de Esquerda               | 522   | 10,89 / 100,00  | 5,03 |
|                         | Coligação Democrática Unitária  | 381   | 7,95 / 100,00   | 0,54 |
|                         | Partido Democrático Republicano | 80    | 1,67 / 100,00   | Novo |
|                         | PCTP/MRPP                       | 78    | 1,63 / 100,00   | 0,42 |
|                         | Pessoas–Animais–Natureza        | 49    | 1,02 / 100,00   | 0,28 |
|                         | Outros                          | 122   | 2,55 / 100,00   |      |
| Votos Inválidos         | Votos Inválidos                 | 152   | 3,17 / 100,00   | 0,29 |
| Total                   | Total                           | 4 792 | 100,00 / 100,00 |      |
| Eleitorado/Participação | Eleitorado/Participação         | 7 633 | 62,78 / 100,00  | 3,21 |

#### Barco
| Partido                 | Partido                         | Votos | %               | +/-  |
| ----------------------- | ------------------------------- | ----- | --------------- | ---- |
|                         | Portugal à Frente               | 450   | 55,15 / 100,00  | 2,71 |
|                         | Partido Socialista              | 194   | 23,77 / 100,00  | 1,89 |
|                         | Bloco de Esquerda               | 63    | 7,72 / 100,00   | 5,08 |
|                         | Coligação Democrática Unitária  | 28    | 3,43 / 100,00   | 0,85 |
|                         | Partido Democrático Republicano | 14    | 1,72 / 100,00   | Novo |
|                         | Outros                          | 30    | 3,68 / 100,00   |      |
| Votos Inválidos         | Votos Inválidos                 | 37    | 4,54 / 100,00   | 0,39 |
| Total                   | Total                           | 816   | 100,00 / 100,00 |      |
| Eleitorado/Participação | Eleitorado/Participação         | 1 394 | 58,54 / 100,00  | 2,90 |

#### Briteiros Santo Estêvão e Donim
| Partido                 | Partido                         | Votos | %               |
| ----------------------- | ------------------------------- | ----- | --------------- |
|                         | Portugal à Frente               | 582   | 50,83 / 100,00  |
|                         | Partido Socialista              | 347   | 30,31 / 100,00  |
|                         | Bloco de Esquerda               | 68    | 5,94 / 100,00   |
|                         | Coligação Democrática Unitária  | 46    | 4,02 / 100,00   |
|                         | Partido Democrático Republicano | 20    | 1,75 / 100,00   |
|                         | PCTP/MRPP                       | 16    | 1,40 / 100,00   |
|                         | Outros                          | 30    | 3,23 / 100,00   |
| Votos Inválidos         | Votos Inválidos                 | 36    | 3,14 / 100,00   |
| Total                   | Total                           | 1 145 | 100,00 / 100,00 |
| Eleitorado/Participação | Eleitorado/Participação         | 2 152 | 53,21 / 100,00  |

#### Briteiros São Salvador e Briteiros Santa Leocádia
| Partido                 | Partido                         | Votos | %               |
| ----------------------- | ------------------------------- | ----- | --------------- |
|                         | Portugal à Frente               | 411   | 45,87 / 100,00  |
|                         | Partido Socialista              | 257   | 28,68 / 100,00  |
|                         | Bloco de Esquerda               | 82    | 9,15 / 100,00   |
|                         | Coligação Democrática Unitária  | 61    | 6,81 / 100,00   |
|                         | PCTP/MRPP                       | 16    | 1,67 / 100,00   |
|                         | Partido Democrático Republicano | 9     | 1,00 / 100,00   |
|                         | Outros                          | 32    | 3,58 / 100,00   |
| Votos Inválidos         | Votos Inválidos                 | 28    | 3,13 / 100,00   |
| Total                   | Total                           | 896   | 100,00 / 100,00 |
| Eleitorado/Participação | Eleitorado/Participação         | 1 825 | 49,10 / 100,00  |

#### Brito
| Partido                 | Partido                         | Votos | %               | +/-  |
| ----------------------- | ------------------------------- | ----- | --------------- | ---- |
|                         | Portugal à Frente               | 1 063 | 38,31 / 100,00  | 2,99 |
|                         | Partido Socialista              | 948   | 34,16 / 100,00  | 5,27 |
|                         | Bloco de Esquerda               | 278   | 10,02 / 100,00  | 5,56 |
|                         | Coligação Democrática Unitária  | 251   | 9,05 / 100,00   | 0,63 |
|                         | PCTP/MRPP                       | 44    | 1,59 / 100,00   | 0,32 |
|                         | Partido Democrático Republicano | 35    | 1,26 / 100,00   | Novo |
|                         | Outros                          | 82    | 2,96 / 100,00   |      |
| Votos Inválidos         | Votos Inválidos                 | 74    | 2,67 / 100,00   | 0,44 |
| Total                   | Total                           | 2 775 | 100,00 / 100,00 |      |
| Eleitorado/Participação | Eleitorado/Participação         | 4 264 | 65,08 / 100,00  | 2,14 |

#### Caldelas
| Partido                 | Partido                         | Votos | %               | +/-  |
| ----------------------- | ------------------------------- | ----- | --------------- | ---- |
|                         | Portugal à Frente               | 1 471 | 41,50 / 100,00  | 5,61 |
|                         | Partido Socialista              | 1 179 | 33,26 / 100,00  | 2,23 |
|                         | Bloco de Esquerda               | 352   | 9,93 / 100,00   | 5,48 |
|                         | Coligação Democrática Unitária  | 234   | 6,60 / 100,00   | 0,37 |
|                         | Partido Democrático Republicano | 46    | 1,30 / 100,00   | Novo |
|                         | PCTP/MRPP                       | 38    | 1,07 / 100,00   | 0,13 |
|                         | Outros                          | 97    | 2,75 / 100,00   |      |
| Votos Inválidos         | Votos Inválidos                 | 128   | 3,61 / 100,00   | 0,13 |
| Total                   | Total                           | 3 545 | 100,00 / 100,00 |      |
| Eleitorado/Participação | Eleitorado/Participação         | 5 847 | 60,63 / 100,00  | 2,23 |

#### Candoso São Martinho
| Partido                 | Partido                         | Votos | %               | +/-  |
| ----------------------- | ------------------------------- | ----- | --------------- | ---- |
|                         | Partido Socialista              | 323   | 37,30 / 100,00  | 5,29 |
|                         | Portugal à Frente               | 263   | 30,37 / 100,00  | 2,89 |
|                         | Coligação Democrática Unitária  | 105   | 12,12 / 100,00  | 0,05 |
|                         | Bloco de Esquerda               | 96    | 11,09 / 100,00  | 6,26 |
|                         | PCTP/MRPP                       | 17    | 1,96 / 100,00   | 0,53 |
|                         | Partido Democrático Republicano | 11    | 1,27 / 100,00   | Novo |
|                         | Pessoas–Animais–Natureza        | 9     | 1,04 / 100,00   | 0,71 |
|                         | Outros                          | 13    | 1,51 / 100,00   |      |
| Votos Inválidos         | Votos Inválidos                 | 29    | 3,35 / 100,00   | 0,60 |
| Total                   | Total                           | 866   | 100,00 / 100,00 |      |
| Eleitorado/Participação | Eleitorado/Participação         | 1 203 | 71,99 / 100,00  | 1,48 |

#### Candoso São Tiago e Mascotelos
| Partido                 | Partido                         | Votos | %               |
| ----------------------- | ------------------------------- | ----- | --------------- |
|                         | Portugal à Frente               | 786   | 38,83 / 100,00  |
|                         | Partido Socialista              | 642   | 31,72 / 100,00  |
|                         | Bloco de Esquerda               | 247   | 12,20 / 100,00  |
|                         | Coligação Democrática Unitária  | 143   | 7,07 / 100,00   |
|                         | PCTP/MRPP                       | 47    | 2,32 / 100,00   |
|                         | Partido Democrático Republicano | 29    | 1,43 / 100,00   |
|                         | Outros                          | 60    | 2,97 / 100,00   |
| Votos Inválidos         | Votos Inválidos                 | 70    | 3,46 / 100,00   |
| Total                   | Total                           | 2 024 | 100,00 / 100,00 |
| Eleitorado/Participação | Eleitorado/Participação         | 3 032 | 66,75 / 100,00  |

#### Conde e Gandarela
| Partido                 | Partido                         | Votos | %               |
| ----------------------- | ------------------------------- | ----- | --------------- |
|                         | Partido Socialista              | 568   | 37,52 / 100,00  |
|                         | Portugal à Frente               | 375   | 24,77 / 100,00  |
|                         | Coligação Democrática Unitária  | 221   | 14,60 / 100,00  |
|                         | Bloco de Esquerda               | 192   | 12,68 / 100,00  |
|                         | PCTP/MRPP                       | 49    | 3,24 / 100,00   |
|                         | Partido Democrático Republicano | 24    | 1,59 / 100,00   |
|                         | Outros                          | 40    | 2,64 / 100,00   |
| Votos Inválidos         | Votos Inválidos                 | 45    | 2,97 / 100,00   |
| Total                   | Total                           | 1 514 | 100,00 / 100,00 |
| Eleitorado/Participação | Eleitorado/Participação         | 2 213 | 68,41 / 100,00  |

#### Costa
| Partido                 | Partido                         | Votos | %               | +/-  |
| ----------------------- | ------------------------------- | ----- | --------------- | ---- |
|                         | Portugal à Frente               | 1 249 | 46,97 / 100,00  | 6,53 |
|                         | Partido Socialista              | 729   | 27,42 / 100,00  | 3,50 |
|                         | Bloco de Esquerda               | 286   | 10,76 / 100,00  | 5,45 |
|                         | Coligação Democrática Unitária  | 134   | 5,04 / 100,00   | 0,64 |
|                         | Partido Democrático Republicano | 44    | 1,65 / 100,00   | Novo |
|                         | Outros                          | 108   | 4,06 / 100,00   |      |
| Votos Inválidos         | Votos Inválidos                 | 109   | 4,10 / 100,00   | 0,74 |
| Total                   | Total                           | 2 659 | 100,00 / 100,00 |      |
| Eleitorado/Participação | Eleitorado/Participação         | 4 056 | 65,56 / 100,00  | 4,35 |

#### Creixomil
| Partido                 | Partido                         | Votos | %               | +/-  |
| ----------------------- | ------------------------------- | ----- | --------------- | ---- |
|                         | Portugal à Frente               | 2 263 | 40,66 / 100,00  | 8,02 |
|                         | Partido Socialista              | 1 716 | 30,83 / 100,00  | 0,66 |
|                         | Bloco de Esquerda               | 603   | 10,83 / 100,00  | 5,95 |
|                         | Coligação Democrática Unitária  | 460   | 8,26 / 100,00   | 0,32 |
|                         | Partido Democrático Republicano | 77    | 1,38 / 100,00   | Novo |
|                         | PCTP/MRPP                       | 68    | 1,22 / 100,00   | 0,16 |
|                         | Pessoas–Animais–Natureza        | 61    | 1,10 / 100,00   | 0,50 |
|                         | Outros                          | 126   | 2,26 / 100,00   |      |
| Votos Inválidos         | Votos Inválidos                 | 192   | 3,45 / 100,00   | 0,12 |
| Total                   | Total                           | 5 566 | 100,00 / 100,00 |      |
| Eleitorado/Participação | Eleitorado/Participação         | 8 715 | 63,87 / 100,00  | 4,19 |

#### Fermentões
| Partido                 | Partido                         | Votos | %               | +/-  |
| ----------------------- | ------------------------------- | ----- | --------------- | ---- |
|                         | Partido Socialista              | 1 106 | 36,18 / 100,00  | 6,94 |
|                         | Portugal à Frente               | 1 070 | 35,00 / 100,00  | 3,98 |
|                         | Bloco de Esquerda               | 410   | 13,41 / 100,00  | 7,72 |
|                         | Coligação Democrática Unitária  | 208   | 6,80 / 100,00   | 1,28 |
|                         | PCTP/MRPP                       | 49    | 1,60 / 100,00   | 0,42 |
|                         | Partido Democrático Republicano | 44    | 1,44 / 100,00   | Novo |
|                         | Outros                          | 93    | 3,04 / 100,00   |      |
| Votos Inválidos         | Votos Inválidos                 | 77    | 2,52 / 100,00   | 1,08 |
| Total                   | Total                           | 3 057 | 100,00 / 100,00 |      |
| Eleitorado/Participação | Eleitorado/Participação         | 4 916 | 62,18 / 100,00  | 2,89 |

#### Gonça
| Partido                 | Partido                         | Votos | %               | +/-  |
| ----------------------- | ------------------------------- | ----- | --------------- | ---- |
|                         | Portugal à Frente               | 249   | 42,56 / 100,00  | 3,14 |
|                         | Partido Socialista              | 212   | 36,24 / 100,00  | 2,73 |
|                         | Bloco de Esquerda               | 44    | 7,52 / 100,00   | 3,29 |
|                         | Coligação Democrática Unitária  | 27    | 4,62 / 100,00   | 0,24 |
|                         | Partido Democrático Republicano | 10    | 1,71 / 100,00   | Novo |
|                         | PCTP/MRPP                       | 6     | 1,03 / 100,00   | 0,07 |
|                         | Outros                          | 12    | 2,05 / 100,00   |      |
| Votos Inválidos         | Votos Inválidos                 | 26    | 4,44 / 100,00   | 1,46 |
| Total                   | Total                           | 585   | 100,00 / 100,00 |      |
| Eleitorado/Participação | Eleitorado/Participação         | 900   | 65,00 / 100,00  | 2,33 |

#### Gondar
| Partido                 | Partido                         | Votos | %               | +/-  |
| ----------------------- | ------------------------------- | ----- | --------------- | ---- |
|                         | Partido Socialista              | 594   | 37,43 / 100,00  | 6,22 |
|                         | Portugal à Frente               | 424   | 26,72 / 100,00  | 1,93 |
|                         | Coligação Democrática Unitária  | 252   | 15,88 / 100,00  | 1,59 |
|                         | Bloco de Esquerda               | 173   | 10,90 / 100,00  | 5,47 |
|                         | PCTP/MRPP                       | 41    | 2,58 / 100,00   | 0,28 |
|                         | Partido Democrático Republicano | 25    | 1,58 / 100,00   | Novo |
|                         | Outros                          | 40    | 2,53 / 100,00   |      |
| Votos Inválidos         | Votos Inválidos                 | 38    | 2,40 / 100,00   | 1,44 |
| Total                   | Total                           | 1 587 | 100,00 / 100,00 |      |
| Eleitorado/Participação | Eleitorado/Participação         | 2 473 | 64,17 / 100,00  | 1,45 |

#### Guardizela
| Partido                 | Partido                         | Votos | %               | +/-  |
| ----------------------- | ------------------------------- | ----- | --------------- | ---- |
|                         | Partido Socialista              | 528   | 38,82 / 100,00  | 7,52 |
|                         | Portugal à Frente               | 476   | 35,00 / 100,00  | 0,03 |
|                         | Bloco de Esquerda               | 167   | 12,28 / 100,00  | 7,52 |
|                         | Coligação Democrática Unitária  | 79    | 5,81 / 100,00   | 0,88 |
|                         | PCTP/MRPP                       | 20    | 1,47 / 100,00   | 0,44 |
|                         | Partido Democrático Republicano | 16    | 1,18 / 100,00   | Novo |
|                         | Outros                          | 38    | 2,79 / 100,00   |      |
| Votos Inválidos         | Votos Inválidos                 | 36    | 2,54 / 100,00   | 0,15 |
| Total                   | Total                           | 1 360 | 100,00 / 100,00 |      |
| Eleitorado/Participação | Eleitorado/Participação         | 2 083 | 65,29 / 100,00  | 2,18 |

#### Infantas
| Partido                 | Partido                         | Votos | %               | +/-  |
| ----------------------- | ------------------------------- | ----- | --------------- | ---- |
|                         | Portugal à Frente               | 399   | 40,55 / 100,00  | 0,06 |
|                         | Partido Socialista              | 294   | 29,88 / 100,00  | 8,29 |
|                         | Bloco de Esquerda               | 122   | 12,40 / 100,00  | 7,24 |
|                         | PCTP/MRPP                       | 27    | 2,74 / 100,00   | 1,47 |
|                         | Coligação Democrática Unitária  | 22    | 2,24 / 100,00   | 2,92 |
|                         | Partido Democrático Republicano | 22    | 2,24 / 100,00   | Novo |
|                         | Pessoas–Animais–Natureza        | 10    | 1,02 / 100,00   | 0,44 |
|                         | Nós, Cidadãos!                  | 10    | 1,02 / 100,00   | Novo |
|                         | Outros                          | 40    | 4,08 / 100,00   |      |
| Votos Inválidos         | Votos Inválidos                 | 38    | 3,86 / 100,00   | 0,81 |
| Total                   | Total                           | 984   | 100,00 / 100,00 |      |
| Eleitorado/Participação | Eleitorado/Participação         | 1 522 | 64,65 / 100,00  | 1,65 |

#### Leitões, Oleiros e Figueiredo
| Partido                 | Partido                         | Votos | %               |
| ----------------------- | ------------------------------- | ----- | --------------- |
|                         | Portugal à Frente               | 557   | 58,20 / 100,00  |
|                         | Partido Socialista              | 222   | 23,20 / 100,00  |
|                         | Bloco de Esquerda               | 58    | 6,06 / 100,00   |
|                         | Coligação Democrática Unitária  | 36    | 3,76 / 100,00   |
|                         | Pessoas–Animais–Natureza        | 13    | 1,36 / 100,00   |
|                         | Partido Democrático Republicano | 11    | 1,15 / 100,00   |
|                         | PCTP/MRPP                       | 10    | 1,04 / 100,00   |
|                         | Outros                          | 20    | 2,08 / 100,00   |
| Votos Inválidos         | Votos Inválidos                 | 30    | 3,14 / 100,00   |
| Total                   | Total                           | 957   | 100,00 / 100,00 |
| Eleitorado/Participação | Eleitorado/Participação         | 1 340 | 71,42 / 100,00  |

#### Longos
| Partido                 | Partido                         | Votos | %               | +/-  |
| ----------------------- | ------------------------------- | ----- | --------------- | ---- |
|                         | Portugal à Frente               | 374   | 49,87 / 100,00  | 6,18 |
|                         | Partido Socialista              | 229   | 30,53 / 100,00  | 1,32 |
|                         | Bloco de Esquerda               | 49    | 6,53 / 100,00   | 4,36 |
|                         | Coligação Democrática Unitária  | 42    | 5,60 / 100,00   | 2,03 |
|                         | Partido Democrático Republicano | 15    | 2,00 / 100,00   | Novo |
|                         | Outros                          | 22    | 2,94 / 100,00   |      |
| Votos Inválidos         | Votos Inválidos                 | 19    | 2,54 / 100,00   | 0,12 |
| Total                   | Total                           | 750   | 100,00 / 100,00 |      |
| Eleitorado/Participação | Eleitorado/Participação         | 1 468 | 51,09 / 100,00  | 1,03 |

#### Lordelo
| Partido                 | Partido                         | Votos | %               | +/-  |
| ----------------------- | ------------------------------- | ----- | --------------- | ---- |
|                         | Portugal à Frente               | 898   | 37,32 / 100,00  | 2,11 |
|                         | Partido Socialista              | 872   | 36,24 / 100,00  | 7,52 |
|                         | Bloco de Esquerda               | 278   | 11,55 / 100,00  | 6,52 |
|                         | Coligação Democrática Unitária  | 138   | 5,74 / 100,00   | 0,55 |
|                         | PCTP/MRPP                       | 45    | 1,87 / 100,00   | 0,94 |
|                         | Partido Democrático Republicano | 39    | 1,62 / 100,00   | Novo |
|                         | Outros                          | 71    | 2,95 / 100,00   |      |
| Votos Inválidos         | Votos Inválidos                 | 65    | 2,70 / 100,00   | 0,40 |
| Total                   | Total                           | 2 406 | 100,00 / 100,00 |      |
| Eleitorado/Participação | Eleitorado/Participação         | 3 826 | 62,89 / 100,00  | 3,59 |

#### Mesão Frio
| Partido                 | Partido                         | Votos | %               | +/-  |
| ----------------------- | ------------------------------- | ----- | --------------- | ---- |
|                         | Portugal à Frente               | 1 124 | 43,94 / 100,00  | 6,02 |
|                         | Partido Socialista              | 747   | 29,20 / 100,00  | 2,15 |
|                         | Bloco de Esquerda               | 287   | 11,22 / 100,00  | 5,75 |
|                         | Coligação Democrática Unitária  | 142   | 5,55 / 100,00   | 0,04 |
|                         | Partido Democrático Republicano | 43    | 1,68 / 100,00   | Novo |
|                         | PCTP/MRPP                       | 37    | 1,45 / 100,00   | 0,49 |
|                         | Outros                          | 87    | 3,39 / 100,00   |      |
| Votos Inválidos         | Votos Inválidos                 | 91    | 3,55 / 100,00   | 0,43 |
| Total                   | Total                           | 2 558 | 100,00 / 100,00 |      |
| Eleitorado/Participação | Eleitorado/Participação         | 3 990 | 64,11 / 100,00  | 2,95 |

#### Moreira de Cónegos
| Partido                 | Partido                         | Votos | %               | +/-   |
| ----------------------- | ------------------------------- | ----- | --------------- | ----- |
|                         | Partido Socialista              | 1 220 | 42,42 / 100,00  | 11,75 |
|                         | Portugal à Frente               | 797   | 27,71 / 100,00  | 0,50  |
|                         | Bloco de Esquerda               | 332   | 11,54 / 100,00  | 8,07  |
|                         | Coligação Democrática Unitária  | 303   | 10,54 / 100,00  | 1,00  |
|                         | PCTP/MRPP                       | 58    | 2,02 / 100,00   | 1,06  |
|                         | Partido Democrático Republicano | 34    | 1,18 / 100,00   | Novo  |
|                         | Outros                          | 67    | 2,32 / 100,00   |       |
| Votos Inválidos         | Votos Inválidos                 | 65    | 2,26 / 100,00   | 0,44  |
| Total                   | Total                           | 2 876 | 100,00 / 100,00 |       |
| Eleitorado/Participação | Eleitorado/Participação         | 4 491 | 64,04 / 100,00  | 2,09  |

#### Nespereira
| Partido                 | Partido                         | Votos | %               | +/-   |
| ----------------------- | ------------------------------- | ----- | --------------- | ----- |
|                         | Partido Socialista              | 622   | 39,72 / 100,00  | 10,09 |
|                         | Portugal à Frente               | 511   | 32,63 / 100,00  | 2,76  |
|                         | Bloco de Esquerda               | 173   | 11,05 / 100,00  | 7,05  |
|                         | Coligação Democrática Unitária  | 89    | 5,68 / 100,00   | 0,85  |
|                         | PCTP/MRPP                       | 32    | 2,04 / 100,00   | 0,77  |
|                         | Partido Democrático Republicano | 26    | 1,66 / 100,00   | Novo  |
|                         | Outros                          | 59    | 3,76 / 100,00   |       |
| Votos Inválidos         | Votos Inválidos                 | 54    | 3,44 / 100,00   | 0,51  |
| Total                   | Total                           | 1 566 | 100,00 / 100,00 |       |
| Eleitorado/Participação | Eleitorado/Participação         | 2 394 | 65,41 / 100,00  | 2,58  |

#### Oliveira, São Paio e São Sebastião (Guimarães)
| Partido                 | Partido                         | Votos | %               |
| ----------------------- | ------------------------------- | ----- | --------------- |
|                         | Portugal à Frente               | 2 112 | 42,95 / 100,00  |
|                         | Partido Socialista              | 1 529 | 31,10 / 100,00  |
|                         | Bloco de Esquerda               | 484   | 9,84 / 100,00   |
|                         | Coligação Democrática Unitária  | 348   | 7,08 / 100,00   |
|                         | PCTP/MRPP                       | 82    | 1,67 / 100,00   |
|                         | Partido Democrático Republicano | 67    | 1,36 / 100,00   |
|                         | Outros                          | 162   | 3,28 / 100,00   |
| Votos Inválidos         | Votos Inválidos                 | 133   | 2,71 / 100,00   |
| Total                   | Total                           | 4 917 | 100,00 / 100,00 |
| Eleitorado/Participação | Eleitorado/Participação         | 7 695 | 63,90 / 100,00  |

#### Pencelo
| Partido                 | Partido                         | Votos | %               | +/-  |
| ----------------------- | ------------------------------- | ----- | --------------- | ---- |
|                         | Partido Socialista              | 252   | 35,64 / 100,00  | 4,38 |
|                         | Portugal à Frente               | 244   | 34,51 / 100,00  | 5,41 |
|                         | Bloco de Esquerda               | 93    | 13,15 / 100,00  | 7,60 |
|                         | Coligação Democrática Unitária  | 58    | 8,20 / 100,00   | 0,33 |
|                         | PCTP/MRPP                       | 14    | 1,98 / 100,00   | 0,36 |
|                         | Partido Democrático Republicano | 11    | 1,56 / 100,00   | Novo |
|                         | Outros                          | 20    | 2,83 / 100,00   |      |
| Votos Inválidos         | Votos Inválidos                 | 15    | 2,12 / 100,00   | 0,32 |
| Total                   | Total                           | 707   | 100,00 / 100,00 |      |
| Eleitorado/Participação | Eleitorado/Participação         | 1 128 | 62,68 / 100,00  | 2,43 |

#### Pinheiro
| Partido                 | Partido                        | Votos | %               | +/-   |
| ----------------------- | ------------------------------ | ----- | --------------- | ----- |
|                         | Portugal à Frente              | 254   | 36,03 / 100,00  | 2,18  |
|                         | Partido Socialista             | 246   | 34,89 / 100,00  | 10,35 |
|                         | Bloco de Esquerda              | 89    | 12,62 / 100,00  | 7,65  |
|                         | Coligação Democrática Unitária | 41    | 5,82 / 100,00   | 2,37  |
|                         | PCTP/MRPP                      | 18    | 2,55 / 100,00   | 1,03  |
|                         | Outros                         | 29    | 4,11 / 100,00   |       |
| Votos Inválidos         | Votos Inválidos                | 28    | 3,97 / 100,00   | 0,66  |
| Total                   | Total                          | 705   | 100,00 / 100,00 |       |
| Eleitorado/Participação | Eleitorado/Participação        | 1 036 | 68,05 / 100,00  | 0,80  |

#### Polvoreira
| Partido                 | Partido                         | Votos | %               | +/-   |
| ----------------------- | ------------------------------- | ----- | --------------- | ----- |
|                         | Partido Socialista              | 805   | 38,78 / 100,00  | 10,69 |
|                         | Portugal à Frente               | 651   | 31,36 / 100,00  | 2,50  |
|                         | Bloco de Esquerda               | 267   | 12,86 / 100,00  | 8,65  |
|                         | Coligação Democrática Unitária  | 130   | 6,26 / 100,00   | 1,65  |
|                         | PCTP/MRPP                       | 41    | 1,97 / 100,00   | 0,57  |
|                         | Partido Democrático Republicano | 36    | 1,73 / 100,00   | Novo  |
|                         | Outros                          | 78    | 3,75 / 100,00   |       |
| Votos Inválidos         | Votos Inválidos                 | 68    | 3,27 / 100,00   | 0,28  |
| Total                   | Total                           | 2 076 | 100,00 / 100,00 |       |
| Eleitorado/Participação | Eleitorado/Participação         | 3 226 | 64,35 / 100,00  | 1,85  |

#### Ponte
| Partido                 | Partido                         | Votos | %               | +/-  |
| ----------------------- | ------------------------------- | ----- | --------------- | ---- |
|                         | Partido Socialista              | 1 303 | 37,30 / 100,00  | 7,08 |
|                         | Portugal à Frente               | 1 195 | 34,21 / 100,00  | 1,26 |
|                         | Bloco de Esquerda               | 393   | 11,25 / 100,00  | 6,84 |
|                         | Coligação Democrática Unitária  | 273   | 7,82 / 100,00   | 0,20 |
|                         | Partido Democrático Republicano | 54    | 1,55 / 100,00   | Novo |
|                         | PCTP/MRPP                       | 52    | 1,49 / 100,00   | 0,18 |
|                         | Outros                          | 102   | 2,91 / 100,00   |      |
| Votos Inválidos         | Votos Inválidos                 | 121   | 3,46 / 100,00   | 0,10 |
| Total                   | Total                           | 3 493 | 100,00 / 100,00 |      |
| Eleitorado/Participação | Eleitorado/Participação         | 5 865 | 59,56 / 100,00  | 1,71 |

#### Prazins Santa Eufémia
| Partido                 | Partido                         | Votos | %               | +/-  |
| ----------------------- | ------------------------------- | ----- | --------------- | ---- |
|                         | Portugal à Frente               | 309   | 43,71 / 100,00  | 3,76 |
|                         | Partido Socialista              | 246   | 34,79 / 100,00  | 1,39 |
|                         | Bloco de Esquerda               | 53    | 7,50 / 100,00   | 5,04 |
|                         | Coligação Democrática Unitária  | 36    | 5,09 / 100,00   | 0,12 |
|                         | Partido Democrático Republicano | 12    | 1,70 / 100,00   | Novo |
|                         | PCTP/MRPP                       | 10    | 1,41 / 100,00   | 0,04 |
|                         | Outros                          | 20    | 2,83 / 100,00   |      |
| Votos Inválidos         | Votos Inválidos                 | 21    | 2,97 / 100,00   | 1,52 |
| Total                   | Total                           | 707   | 100,00 / 100,00 |      |
| Eleitorado/Participação | Eleitorado/Participação         | 1 116 | 63,35 / 100,00  | 1,93 |

#### Prazins Santo Tirso e Corvite
| Partido                 | Partido                         | Votos | %               |
| ----------------------- | ------------------------------- | ----- | --------------- |
|                         | Portugal à Frente               | 479   | 47,33 / 100,00  |
|                         | Partido Socialista              | 281   | 27,77 / 100,00  |
|                         | Bloco de Esquerda               | 86    | 8,50 / 100,00   |
|                         | Coligação Democrática Unitária  | 56    | 5,53 / 100,00   |
|                         | Partido Democrático Republicano | 31    | 3,06 / 100,00   |
|                         | PCTP/MRPP                       | 13    | 1,28 / 100,00   |
|                         | Outros                          | 27    | 3,07 / 100,00   |
| Votos Inválidos         | Votos Inválidos                 | 39    | 3,86 / 100,00   |
| Total                   | Total                           | 1 012 | 100,00 / 100,00 |
| Eleitorado/Participação | Eleitorado/Participação         | 1 683 | 60,13 / 100,00  |

#### Ronfe
| Partido                 | Partido                         | Votos | %               | +/-  |
| ----------------------- | ------------------------------- | ----- | --------------- | ---- |
|                         | Portugal à Frente               | 1 096 | 39,85 / 100,00  | 1,69 |
|                         | Partido Socialista              | 949   | 34,51 / 100,00  | 6,61 |
|                         | Bloco de Esquerda               | 281   | 10,22 / 100,00  | 5,12 |
|                         | Coligação Democrática Unitária  | 154   | 5,60 / 100,00   | 0,93 |
|                         | Partido Democrático Republicano | 40    | 1,45 / 100,00   | Novo |
|                         | PCTP/MRPP                       | 33    | 1,20 / 100,00   | 0,11 |
|                         | Outros                          | 83    | 3,01 / 100,00   |      |
| Votos Inválidos         | Votos Inválidos                 | 114   | 4,14 / 100,00   | 0,45 |
| Total                   | Total                           | 2 750 | 100,00 / 100,00 |      |
| Eleitorado/Participação | Eleitorado/Participação         | 4 067 | 67,62 / 100,00  | 1,87 |

#### Sande São Martinho
| Partido                 | Partido                         | Votos | %               | +/-  |
| ----------------------- | ------------------------------- | ----- | --------------- | ---- |
|                         | Portugal à Frente               | 709   | 48,73 / 100,00  | 0,52 |
|                         | Partido Socialista              | 474   | 32,58 / 100,00  | 3,73 |
|                         | Bloco de Esquerda               | 89    | 6,12 / 100,00   | 3,27 |
|                         | Coligação Democrática Unitária  | 62    | 4,26 / 100,00   | 1,15 |
|                         | Partido Democrático Republicano | 21    | 1,44 / 100,00   | Novo |
|                         | PCTP/MRPP                       | 18    | 1,24 / 100,00   | 0,27 |
|                         | Outros                          | 35    | 2,40 / 100,00   |      |
| Votos Inválidos         | Votos Inválidos                 | 47    | 3,23 / 100,00   | 1,17 |
| Total                   | Total                           | 1 455 | 100,00 / 100,00 |      |
| Eleitorado/Participação | Eleitorado/Participação         | 2 568 | 56,66 / 100,00  | 1,55 |

#### Sande São Lourenço e Balazar
| Partido                 | Partido                         | Votos | %               |
| ----------------------- | ------------------------------- | ----- | --------------- |
|                         | Portugal à Frente               | 450   | 51,37 / 100,00  |
|                         | Partido Socialista              | 255   | 29,11 / 100,00  |
|                         | Bloco de Esquerda               | 67    | 7,65 / 100,00   |
|                         | Coligação Democrática Unitária  | 34    | 3,88 / 100,00   |
|                         | Partido Democrático Republicano | 13    | 1,48 / 100,00   |
|                         | Outros                          | 28    | 3,20 / 100,00   |
| Votos Inválidos         | Votos Inválidos                 | 29    | 3,31 / 100,00   |
| Total                   | Total                           | 876   | 100,00 / 100,00 |
| Eleitorado/Participação | Eleitorado/Participação         | 1 734 | 50,52 / 100,00  |

#### Sande Vila Nova e Sande São Clemente
| Partido                 | Partido                         | Votos | %               |
| ----------------------- | ------------------------------- | ----- | --------------- |
|                         | Portugal à Frente               | 889   | 43,88 / 100,00  |
|                         | Partido Socialista              | 654   | 32,28 / 100,00  |
|                         | Bloco de Esquerda               | 193   | 9,53 / 100,00   |
|                         | Coligação Democrática Unitária  | 101   | 4,99 / 100,00   |
|                         | Partido Democrático Republicano | 37    | 1,83 / 100,00   |
|                         | PCTP/MRPP                       | 33    | 1,63 / 100,00   |
|                         | Outros                          | 41    | 2,02 / 100,00   |
| Votos Inválidos         | Votos Inválidos                 | 78    | 3,85 / 100,00   |
| Total                   | Total                           | 2 026 | 100,00 / 100,00 |
| Eleitorado/Participação | Eleitorado/Participação         | 3 253 | 62,28 / 100,00  |

#### São Torcato
| Partido                 | Partido                         | Votos | %               | +/-  |
| ----------------------- | ------------------------------- | ----- | --------------- | ---- |
|                         | Portugal à Frente               | 752   | 37,58 / 100,00  | 3,05 |
|                         | Partido Socialista              | 732   | 36,58 / 100,00  | 6,72 |
|                         | Bloco de Esquerda               | 191   | 9,55 / 100,00   | 6,38 |
|                         | Coligação Democrática Unitária  | 126   | 6,30 / 100,00   | 2,06 |
|                         | PCTP/MRPP                       | 39    | 1,95 / 100,00   | 0,49 |
|                         | Partido Democrático Republicano | 35    | 1,75 / 100,00   | Novo |
|                         | Outros                          | 64    | 3,20 / 100,00   |      |
| Votos Inválidos         | Votos Inválidos                 | 62    | 3,10 / 100,00   | 0,41 |
| Total                   | Total                           | 2 001 | 100,00 / 100,00 |      |
| Eleitorado/Participação | Eleitorado/Participação         | 3 192 | 62,69 / 100,00  | 0,69 |

#### Selho São Cristóvão
| Partido                 | Partido                         | Votos | %               | +/-  |
| ----------------------- | ------------------------------- | ----- | --------------- | ---- |
|                         | Partido Socialista              | 485   | 35,51 / 100,00  | 5,85 |
|                         | Portugal à Frente               | 400   | 29,28 / 100,00  | 3,91 |
|                         | Bloco de Esquerda               | 182   | 13,32 / 100,00  | 6,67 |
|                         | Coligação Democrática Unitária  | 159   | 11,64 / 100,00  | 0,46 |
|                         | PCTP/MRPP                       | 40    | 2,93 / 100,00   | 0,67 |
|                         | Partido Democrático Republicano | 21    | 1,54 / 100,00   | Novo |
|                         | Outros                          | 39    | 2,85 / 100,00   |      |
| Votos Inválidos         | Votos Inválidos                 | 40    | 2,93 / 100,00   | 0,36 |
| Total                   | Total                           | 1 366 | 100,00 / 100,00 |      |
| Eleitorado/Participação | Eleitorado/Participação         | 2 088 | 65,42 / 100,00  | 1,46 |

#### Selho São Jorge
| Partido                 | Partido                         | Votos | %               | +/-  |
| ----------------------- | ------------------------------- | ----- | --------------- | ---- |
|                         | Portugal à Frente               | 1 162 | 33,24 / 100,00  | 1,46 |
|                         | Partido Socialista              | 1 116 | 31,92 / 100,00  | 9,36 |
|                         | Coligação Democrática Unitária  | 437   | 12,50 / 100,00  | 1,41 |
|                         | Bloco de Esquerda               | 423   | 12,10 / 100,00  | 6,63 |
|                         | Partido Democrático Republicano | 69    | 1,97 / 100,00   | Novo |
|                         | PCTP/MRPP                       | 59    | 1,69 / 100,00   | 0,34 |
|                         | Outros                          | 102   | 2,90 / 100,00   |      |
| Votos Inválidos         | Votos Inválidos                 | 128   | 3,66 / 100,00   | 0,32 |
| Total                   | Total                           | 3 496 | 100,00 / 100,00 |      |
| Eleitorado/Participação | Eleitorado/Participação         | 5 188 | 67,39 / 100,00  | 1,60 |

#### Selho São Lourenço e Gominhães
| Partido                 | Partido                         | Votos | %               |
| ----------------------- | ------------------------------- | ----- | --------------- |
|                         | Portugal à Frente               | 469   | 34,95 / 100,00  |
|                         | Partido Socialista              | 469   | 34,95 / 100,00  |
|                         | Bloco de Esquerda               | 155   | 11,55 / 100,00  |
|                         | Coligação Democrática Unitária  | 77    | 5,74 / 100,00   |
|                         | Partido Democrático Republicano | 33    | 2,46 / 100,00   |
|                         | PCTP/MRPP                       | 21    | 1,56 / 100,00   |
|                         | Pessoas–Animais–Natureza        | 14    | 1,04 / 100,00   |
|                         | Outros                          | 51    | 3,80 / 100,00   |
| Votos Inválidos         | Votos Inválidos                 | 53    | 3,95 / 100,00   |
| Total                   | Total                           | 1 342 | 100,00 / 100,00 |
| Eleitorado/Participação | Eleitorado/Participação         | 2 035 | 65,95 / 100,00  |

#### Serzedelo
| Partido                 | Partido                         | Votos | %               | +/-   |
| ----------------------- | ------------------------------- | ----- | --------------- | ----- |
|                         | Partido Socialista              | 768   | 36,16 / 100,00  | 12,58 |
|                         | Portugal à Frente               | 597   | 28,11 / 100,00  | 1,08  |
|                         | Coligação Democrática Unitária  | 294   | 13,84 / 100,00  | 2,06  |
|                         | Bloco de Esquerda               | 248   | 11,68 / 100,00  | 5,74  |
|                         | PCTP/MRPP                       | 43    | 2,02 / 100,00   | 0,90  |
|                         | Partido Democrático Republicano | 24    | 1,13 / 100,00   | Novo  |
|                         | Outros                          | 74    | 3,48 / 100,00   |       |
| Votos Inválidos         | Votos Inválidos                 | 76    | 3,57 / 100,00   | 0,97  |
| Total                   | Total                           | 2 124 | 100,00 / 100,00 |       |
| Eleitorado/Participação | Eleitorado/Participação         | 3 337 | 63,65 / 100,00  | 0,29  |

#### Serzedo e Calvos
| Partido                 | Partido                         | Votos | %               |
| ----------------------- | ------------------------------- | ----- | --------------- |
|                         | Portugal à Frente               | 552   | 44,09 / 100,00  |
|                         | Partido Socialista              | 416   | 33,23 / 100,00  |
|                         | Bloco de Esquerda               | 111   | 8,87 / 100,00   |
|                         | Coligação Democrática Unitária  | 43    | 3,43 / 100,00   |
|                         | Partido Democrático Republicano | 21    | 1,68 / 100,00   |
|                         | PCTP/MRPP                       | 16    | 1,28 / 100,00   |
|                         | Pessoas–Animais–Natureza        | 14    | 1,12 / 100,00   |
|                         | Outros                          | 47    | 3,75 / 100,00   |
| Votos Inválidos         | Votos Inválidos                 | 32    | 2,56 / 100,00   |
| Total                   | Total                           | 1 252 | 100,00 / 100,00 |
| Eleitorado/Participação | Eleitorado/Participação         | 2 089 | 59,93 / 100,00  |

#### Silvares
| Partido                 | Partido                         | Votos | %               | +/-  |
| ----------------------- | ------------------------------- | ----- | --------------- | ---- |
|                         | Portugal à Frente               | 539   | 39,43 / 100,00  | 3,01 |
|                         | Partido Socialista              | 478   | 34,97 / 100,00  | 6,56 |
|                         | Bloco de Esquerda               | 132   | 9,66 / 100,00   | 5,75 |
|                         | Coligação Democrática Unitária  | 87    | 6,36 / 100,00   | 0,04 |
|                         | Partido Democrático Republicano | 28    | 2,05 / 100,00   | Novo |
|                         | PCTP/MRPP                       | 25    | 1,83 / 100,00   | 1,00 |
|                         | Outros                          | 48    | 3,51 / 100,00   |      |
| Votos Inválidos         | Votos Inválidos                 | 31    | 2,26 / 100,00   | 0,45 |
| Total                   | Total                           | 1 367 | 100,00 / 100,00 |      |
| Eleitorado/Participação | Eleitorado/Participação         | 2 080 | 65,72 / 100,00  | 0,04 |

#### Souto Santa Maria, Souto São Salvador e Gondomar
| Partido                 | Partido                        | Votos | %               |
| ----------------------- | ------------------------------ | ----- | --------------- |
|                         | Portugal à Frente              | 531   | 45,89 / 100,00  |
|                         | Partido Socialista             | 436   | 37,68 / 100,00  |
|                         | Bloco de Esquerda              | 64    | 5,53 / 100,00   |
|                         | Coligação Democrática Unitária | 24    | 2,07 / 100,00   |
|                         | PCTP/MRPP                      | 22    | 1,90 / 100,00   |
|                         | Outros                         | 44    | 3,80 / 100,00   |
| Votos Inválidos         | Votos Inválidos                | 37    | 3,20 / 100,00   |
| Total                   | Total                          | 1 157 | 100,00 / 100,00 |
| Eleitorado/Participação | Eleitorado/Participação        | 2 267 | 51,04 / 100,00  |

#### Tabuadelo e São Faustino
| Partido                 | Partido                         | Votos | %               |
| ----------------------- | ------------------------------- | ----- | --------------- |
|                         | Portugal à Frente               | 695   | 44,35 / 100,00  |
|                         | Partido Socialista              | 492   | 31,40 / 100,00  |
|                         | Bloco de Esquerda               | 156   | 9,96 / 100,00   |
|                         | Coligação Democrática Unitária  | 73    | 4,66 / 100,00   |
|                         | PCTP/MRPP                       | 29    | 1,85 / 100,00   |
|                         | Partido Democrático Republicano | 18    | 1,15 / 100,00   |
|                         | Outros                          | 63    | 4,02 / 100,00   |
| Votos Inválidos         | Votos Inválidos                 | 41    | 2,62 / 100,00   |
| Total                   | Total                           | 1 567 | 100,00 / 100,00 |
| Eleitorado/Participação | Eleitorado/Participação         | 2 292 | 68,37 / 100,00  |

#### Urgezes
| Partido                 | Partido                         | Votos | %               | +/-  |
| ----------------------- | ------------------------------- | ----- | --------------- | ---- |
|                         | Portugal à Frente               | 1 270 | 40,76 / 100,00  | 5,83 |
|                         | Partido Socialista              | 1 099 | 35,27 / 100,00  | 1,24 |
|                         | Bloco de Esquerda               | 317   | 10,17 / 100,00  | 5,99 |
|                         | Coligação Democrática Unitária  | 147   | 4,72 / 100,00   | 0,52 |
|                         | Partido Democrático Republicano | 42    | 1,35 / 100,00   | Novo |
|                         | Pessoas–Animais–Natureza        | 37    | 1,19 / 100,00   | 0,60 |
|                         | Outros                          | 96    | 3,08 / 100,00   |      |
| Votos Inválidos         | Votos Inválidos                 | 108   | 3,47 / 100,00   | 0,05 |
| Total                   | Total                           | 3 116 | 100,00 / 100,00 |      |
| Eleitorado/Participação | Eleitorado/Participação         | 4 839 | 64,39 / 100,00  | 2,65 |